# Tragia brevispica
Tragia brevispica là một loài thực vật có hoa trong họ Đại kích. Loài này được Engelm. & A.Gray miêu tả khoa học đầu tiên năm 1845.